# The Bollock Brothers
The Bollock Brothers sind eine britische Rockband, die 1979 von dem Londoner Promoter, DJ und Manager Jock McDonald (bürgerlich Patrick Joseph O'Donnell, * 25. März 1956 in Clydebank; † 26. Juli 2025 in Sligo) gegründet wurde.

## Bandgeschichte

### Die Anfänge (1979–81)
Jock McDonald war Mitte der 70er Jahre Inhaber eines Schallplattenladens in Leicester und Manager der lokalen Band Space Cowboys des späteren UK-Subs-Gitarristen Nicky Garratt. 1976 zog er nach London um und begann sich in der Punkszene zu engagieren. Anfang 1978 war er für einige Wochen Geschäftsführer des Roxy Clubs, bevor dieser im April 1978 schloss.
Im Dezember 1978 organisierte McDonald die ersten Konzerte von Johnny Rottens neuer Band PIL in London. Rottens jüngerer Bruder Jimmy Lydon hatte Lust, sich ebenfalls als Musiker zu versuchen, und McDonald half ihm im Sommer 1979, die Single One Of The Lads aufzunehmen.
Johnny Rotten sollte als Produzent fungieren, war aber im Studio nach dem Genuss einer Flasche Sekt eingeschlafen, so dass Bassist Youth von Killing Joke die Aufnahmen leitete: „Ich war der einzige in dieser Band, der überhaupt spielen konnte. Das ganze war ein Punkrockschwindel, und Jock ist damit durchgekommen. Er hat ein paar Majorlabels ausgenommen und ich hab mehr Geld gemacht als in meiner ganzen Zeit bei Killing Joke. Und bei meiner allerersten Aufnahmesession habe ich den Musikern gesagt, was sie spielen sollen und hab das Ganze praktisch produziert. Es war ein Clubtrack mit einem Reggae-Disco-Beat, Jimmy rief dabei die ganze Zeit 'One Of The Lads!' im Hintergrund. Eigentlich genau wie bei den Happy Mondays...“
Ein zufällig anwesender Sessionmusiker steuerte ein irisch klingendes Banjo bei und McDonald Hintergrundgesang zur B-Seite. Die Single wurde am 1. September 1979 unter dem Namen 4" Be 2" („two by four“, englisches Synonym für einen Holzknüppel) veröffentlicht. Am 25. Dezember 1979 organisierte McDonald zugunsten von Waisenkindern ein Punk-Wohltätigkeitsfußballmatch mit anschließender Party und Jamsession im Londoner Club Studio 21. Teilnehmer waren Musiker von Thin Lizzy, den Sex Pistols, Killing Joke, Generation X und natürlich 4" Be 2", die an diesem Abend ebenfalls live improvisierten. Dieser Abend wird von Jock McDonald als eigentliche Geburtsstunde von 4" Be 2" und folgerichtig der Bollock Brothers angesehen, da man beschloss, das Bandprojekt weiterzuverfolgen.
Anfang Februar 1980 verließ die Band in gegenseitigem Einvernehmen Island Records, nachdem ein Vertrag mit dem Musikverlag von Warner Brothers unterschrieben und ein Vorschuss von 20.000 Pfund kassiert wurde. Am 4. Juni 1980 unterschrieb man einen Plattenvertrag mit dem Majorlabel WEA Records für eine einzelne Single, die unter dem Titel "Frustration" am 4. Juli 1980 erschien und wieder von Johnny Rotten produziert worden war. Die Single wurde am selben Tage mit einem kurzen Auftritt auf der Ladefläche eines Lastwagens vor der Londoner US-Botschaft promotet, die letzte gemeinsame Aktion mit Bassist Youth, der danach die Band verließ.
Weitere Songs, die im Frühjahr im Londoner Basing Street Studio entstanden, wurden in überarbeiteter und teilweise neu aufgenommener Form 1986 unter dem irreführenden Titel "'77-'78-'79" veröffentlicht. Die angeblichen Gastauftritte von Musikern von Killing Joke und den Sex Pistols auf diesen Aufnahmen dürfen aber getrost ins Reich der verkaufsfördernden Legendenbildung verwiesen werden, die Betroffenen selbst haben es jedenfalls immer bestritten. In der neuen Besetzung fanden im Sommer und Herbst 1980 die ersten richtigen Auftritte statt, unter anderem auf dem Futurama-Festival in Leeds (14. September 1980).
Parallel dazu wurde in der Musikpresse im August 1980 die Gründung eines Seitenprojektes zu 4" Be 2" angekündigt: The Bollock Brothers, bei denen Jock McDonald nunmehr den Gesang übernahm. Noel „Wally“ Waldron, ein Mitbewohner von Geordie und Youth von Killing Joke, wurde neuer Bassist und die erste Single der Bollock Brothers ("The Bunker") erschien im Oktober 1980, die sich musikalisch eher an PIL orientierte und eine Adaption des Songs "No G.D.M." von Gina X Performance war. Auf dem Cover der Single wurde behauptet "from the forthcoming film" (Der Bunker), was natürlich nicht der Wahrheit entsprach und ein Vorgeschmack auf die Publicity-Methoden der Bollock Brothers in den folgenden Jahren war. Am 16. Oktober 1980 lauerte die Band während der TV-Sendung Top Of The Pops Adam And The Ants auf und begann im BBC-Gebäude eine Schlägerei mit ihnen, was einige Schlagzeilen hervorrief.
Jock McDonald’s Liebe zu Fußball und Hooligantum brachte ihn vorübergehend in Kontakt zur frühen Oi!-Szene, so nahm er z. B. die eine geplante Debütsingle von Infa-Riot für sein neues McDonald Lydon-Label auf, die aber letztendlich nicht veröffentlicht wurde. Am 22. November 1980 berichtete der Daily Mirror empört über eine Maxisingle "Good Old Arsenal" der Sex Bristols mit antisemitisch gefärbten Fußballtexten, die von McDonald außerhalb des Stadions verkauft werde, McDonald stellte in dem Artikel aber richtig, dass "Yid" und "Yiddo" gebräuchliche Bezeichnungen für Tottenham-Hotspur-Fans seien und diese sich auch selbst so nennen würden. Zwei weitere Fußballsingles ("Why Won't Rangers Sign A Catholic?" als Pope Paul & The Romans und "We'll Be There" als Rabbie Burns & The Ticket Touts) folgten Ende 1980 bzw. im Mai 1981.
Anfang 1981 erschien die letzte Single von 4" Be 2" ("All Of The Lads"), die wieder von Johnny Rotten produziert worden war, und eine weitere Single der Bollock Brothers ("The Act Became Real"). 4" Be 2" gaben am 17. März 1981 in London ihr Abschiedskonzert und lösten sich auf, die Bollock Brothers versuchten im Sommer 1981 erfolglos ein paar Konzerte in Deutschland zu organisieren.
Johnny Rotten äußerte später, sein Bruder Jimmy Lydon habe die Band nur deshalb gegründet, um ein Eigenheim für seine geplante Heirat finanzieren zu können, was ihm auch gelungen sei.

### Eurodisco (1982–84)
Anfang 1982 tat sich Jock McDonald mit Keith Bradshaw zusammen, Bassist und Manager der Alaska Studios in London. Eine neue Band wurde zusammengestellt, die in den nächsten zwei Jahren Musik produzierte, die in England damals "Eurodisco" genannt wurde. Mit Rücksicht auf Radio-Airplay benannte man sich aber zunächst in Red Lipstique um. Vor allem die Single "Drac's Back" (eine Coverversion der 1979er Discosingle von Andy Forray) war recht erfolgreich und wurde 1986 unter dem Namen The Bollock Brothers wiederveröffentlicht. Zwei weitere Singles unter dem neuen Namen folgten 1982 und 1983, "Oscar Wilde" und "Shame, Shame, Shame" (auf letzterer sang der Londoner DJ Dave Archer), die auf die Londoner Gay-Clubszene abzielten.
Das einzige Lebenszeichen der Bollock Brothers 1982 war eine eher unkommerzielle Single ("The Return Of Vincent van Gogh's Left Ear"), auf der alte Aufnahmen aus den Basing Street Studios von Anfang 1980 verwendet und teilweise neu eingespielt wurden.
Das erste Studioalbum der Bollock Brothers ("The Last Supper") erschien 1983 und orientierte sich soundmäßig eher am Eurodisco-Material der Red Lipstique-Singles. Auch Songtexte mit den für Jock McDonald typischen Inhalten (Monsterfilme und Katholizismus) tauchten hier erstmals auf, so wie auf der Single "Horror Movies" (einer Adaption des Dusty-Springfield-Songs "Spooky"). Die Band begann zu dieser Zeit, in Belgien und Deutschland aufzutreten, und wurde dort schnell wesentlich populärer als in ihrer Heimat, wo man die Aktivitäten Jock McDonald’s in Musikkreisen eher als schlechten Scherz auffasste.
Das Mitte 1983 erschienene zweite Studioalbum der Bollock Brothers ("Never Mind The Bollocks 1983") war eine musikalisch misslungene Neueinspielung des kompletten Sex-Pistols-Albums. Auf ihm hatte der gerade aus der Psychiatrie entlassene Michael Fagan (ein Kleinkrimineller, der 1982 nachts in das Schlafzimmer von Königin Elisabeth II. eingestiegen war und einen Skandal über die Sicherheitsvorkehrungen im Buckingham Palace ausgelöst hatte) einen Gastauftritt, ein für Jock McDonald typischer PR-Gag. Fagan sang passenderweise die beiden Sex-Pistols-Titel "God Save The Queen" und "Pretty Vacant" und trat auch live mit der Band auf.
1984 folgten ein Livealbum und die Single "The Prince And The Showgirl", auf der man versuchte, einen damaligen Skandal im britischen Königshaus auszuschlachten.

### Faith Healer (1985–89)
Ende 1985 erschien das dritte Studioalbum der Bollock Brothers (The 4 Horsemen Of The Apocalypse), das durch eine Mischung aus eingängigem Synthesizer-Pop, spärlich aber effektiv eingesetzten Rockgitarren und Jock McDonald’s unverwechselbarem Sprechgesang in Europa schnell populär wurde. Vor allem das Stück Faith Healer, eine Version des Alex Harvey-Klassikers von 1973, wurde so beliebt, dass man es als Single veröffentlichte. Daneben enthielt das Album vier Adaptionen aus dem Album 666 der Band Aphrodite’s Child (Loud, loud, loud, The four horsemen, The lamb und The seventh seal).
Jock McDonald konzentrierte sich nunmehr auf den kontinental-europäischen Markt, da man in England mehr oder weniger ignoriert wurde. Die Bollock Brothers tourten 1986 zweimal durch Europa und veröffentlichten zwei Videos, zwei Singles, ein Livealbum und mehrere Compilations mit Archivmaterial. In Paris kam es außerdem zu einer Begegnung mit Serge Gainsbourg, der McDonald die Erlaubnis gab, seinen 1984 erschienenen Hit Harley David Son of a Bitch zu covern. Die Single Harley David erschien im Januar 1987, ein Fernsehauftritt bei Formel Eins am 10. März 1987 sorgte dafür, dass sie auch in Deutschland in die Independentcharts kam. McDonald behauptet, Gainsbourg sei mit der Bollock Brothers-Interpretation sehr zufrieden gewesen.
Anfang 1987 stellte Jock McDonald mit belgischen und deutschen Musikern eine völlig neue Besetzung der Bollock Brothers auf die Beine, im Januar 1987 kündigte er eine neue Single God Created Woman an (eine Adaption des 1982er Berlin-Hits „Sex (I'm A …)“), auf deren B-Seite eine vom neuen Schlagzeuger Patrick Pattyn gesungene Version des „Nacht Und Nebel“-Songs Beats Of Love sein werde. Zu dieser Veröffentlichung kam es erst einmal nicht, stattdessen nahm die Band in Düsseldorf das vierte Studioalbum auf, das im Dezember erschien (The Prophecies Of Nostradamus). Die Synthiepop-Elemente waren nunmehr vollständig einem klaren Rocksound gewichen, und mit Brigitte Bardot enthielt auch dieses Album wieder eine kommerziell recht erfolgreiche Single.
1988 und 1989 tourten die Bollock Brothers wieder durch Europa. Nur ein Compilation-Album (Mythology) erschien 1989, das älteres Material aus den Jahren 1982–85 enthielt sowie das Anfang 1987 in Paris aufgenommene Stück Beats Of Love. Danach legte die Band eine Pause ein, Gitarrist Boris Dommenget ging zurück nach Hamburg und eröffnete dort ein Tonstudio.

### Seit 1991
Im Herbst 1991 meldeten sich die Bollock Brothers mit ihrem fünften Studioalbum zurück ("The Dead Sea Scrolls"), einem eingängigen Rockalbum, in dem Jock McDonald textlich die Bibel verarbeitete. 1992 folgte dann eine neue Single "Don't Call Us, We Call You", eine Coverversion des Sugarloaf-Hits von 1974.
1995 veröffentlichten die Bollock Brothers eine Punkrockversion des Frank-Sinatra- und Sid-Vicious-Klassikers "My Way". Die Band behauptete, dass die näselnde Telefonstimme, die im Anfangsteil des Liedes zu hören war, Nick Leeson gehörte, der sich bereit erklärt habe, aus der Haft heraus an dem Stück mitzuwirken. Leesons Anwälte bestritten dies und gingen juristisch gegen die Veröffentlichung vor, so dass auf Nachpressungen der Single Leesons Gesicht durch ein großes Fragezeichen ersetzt wurde.
1996 veröffentlichten die Bollock Brothers ihr vorerst letztes Studioalbum ("Blood, Sweat And Beers"), das komplett aus Coverversionen bestand, und die Single "Where Is My Girl", eine Neufassung des Eartha-Kitt-Hits von 1983. Boris Dommenget verließ daraufhin die Band, die eine mehrjährige Pause einlegte. 2000 stieg Bassist Richard Collins für eine Sommertour vorübergehend bei Los Paraliticos ein, der Band des jetzigen Sham-69-Sängers Tim V.
2001 wurde die Band mit einem neuen Gitarristen Henning Janssen wiederbelebt und auch eine neue Single "Jesus Lived Six Years Longer Than Kurt Cobain" angekündigt, das Stück erschien aber stattdessen auf einem neuen Compilation-Album "Jesus Lives". 2005 folgte die erste neue Bollock-Brothers-Single seit 10 Jahren ("Cyber Polaroid", eine Coverversion der französischen Single "Polaroïd/Roman/Photo" von Ruth), die 2004 mit Luc van Acker (Revolting Cocks) eingespielt wurde und nur über die Band-Homepage erhältlich ist.
Nach dem Ausstieg von Henning Janssen half 2007 zunächst Fré Landuyt von der belgischen Surfband Speedball Jr. bei den Bollock Brothers aus, 2008 stieg dann Chris McKelvey aus Glasgow als neuer Gitarrist ein. Am 31. März 2008 starb Mark Humphrey in einem Krankenhaus in Eastbourne, er wurde durch den Keyboard- und Akkordeonspieler HeJoe Schenkelberg ersetzt, der seit 2001 bereits öfters bei Livekonzerten mit der Band gespielt hatte.
Ein neues Studioalbum "Last Will And Testament" wurde 2008 in Belgien (Closed Session Recording Studio in Beveren) aufgenommen und ist seit dem 2. März 2009 über die Band-Homepage erhältlich. Das Album enthält zusätzlich drei Livestücke mit dem verstorbenen Mark Humphrey am Gesang.
Im Juli 2010 gab die Band bekannt, dass sie sowohl ein neues Livealbum als auch ihre erste DVD vorbereite.
Das Live-Album wurde in der Discothek Fabrik im münsterländischen Coesfeld aufgenommen.

### 2021
Gitarrist Chris McKelvey starb in der Nacht vom 5. auf den 6. März unerwartet im Schlaf. Bassist Richard Collins reduzierte sein Engagement aus privaten Gründen stark. An ihre Stelle traten Boris Dommenget (Gitarre) und Keith Bradshaw (Bass).

### 2025
Am 26. Juli 2025 verunglückte der Sänger Jock McDonald im irischen Küstenort Bundoran bei einem Badeunfall und starb noch in der Nacht an den Folgen in einem Krankenhaus in Sligo.

## Diskografie
Studioalben
- The Last Supper (Charly Records) März 1983
- Never Mind The Bollocks 1983 (Charly Records) Juli 1983
- The 4 Horsemen Of The Apocalypse (Charly Records) November 1985
- The Prophecies Of Nostradamus (Blue Turtle Records, Deutschland) Dezember 1987
- The Dead Sea Scrolls (SPV Records, Deutschland) September 1991 (als The Famous B. Brothers)
- Blood, Sweat And Beers (GUN Records, Deutschland) Juli 1996
- Last Will And Testament (MBC Records) März 2009

Livealben
- Live Performances (Charly Records) Januar 1984
- In Private In Public (Charly Records) Dezember 1986 (als The Famous Bollock Brothers)
- Live And Dangerous (MBC Records) 30. März 2012
- Live Coesfeld Fabrik “10 In A Row, Here We Go” (EmuBands) 15. September 2013

Singles/Maxisingles
- One Of The Lads (Island Records) 30. November 1979 (als 4" Be 2")
- Frustration (WEA Records) 4. Juli 1980[22] (als 4" Be 2")
- The Bunker (McDonald Lydon Records, wiederveröffentlicht 1983 auf Charly Records) Oktober 1980[24]
- Good Old Arsenal (AFC) November 1980 (als The Sex Bristols)
- Why Won't Rangers Sign A Catholic? (kein Label) 1980 (als Pope Paul And The Romans)
- The Act Became Real (McDonald And Lydon Records) Februar 1981[29]
- All Of The Lads (McDonald And Lydon Records) März 1981[28] (als 4" Be 2")
- We'll be there (McDonald And Lydon Records) Mai 1981 (als Rabbie Burns + The Ticket Touts)
- The Slow Removal Of Vincent van Gogh's Left Ear (Charly Records) Oktober 1982
- Drac's Back (Magnet Records) 1982 (als Red Lipstique)
- Oscar Wilde (Charly Records) 1983 (als Red Lipstique)
- Horror Movies (Charly Records) März 1983 (als The B.B.s)
- Are You Durty (Charly Records) 1983 (als Jock McDonald’s Indecent Exposure Show)
- God Save The Queen (Charly Records) Juli 1983 (als Michael Fagan and The Bollock Brothers)
- Shame, Shame, Shame (Charly Disco International, Frankreich) Oktober 1983 (als Red Lipstique)
- The Prince And The Showgirl (InDisc, Belgien) Oktober 1984
- Legend Of The Snake (Charly/Green Line Records, Italien) 1985 (als The Famous B. Brothers)
- Drac's Back (Charly Records) 1986 (als The Famous Bollock Brothers)
- Faith Healer (Charly Records) 1986 (als Bollock Brothers)
- Return Of The Vampyre (McDonald Bros Corp) 1986 (Split-Single mit Sex Pistols)
- Harley David (Play It Again Sam, Belgien) Januar 1987
- God Created Woman (Blue Turtle Records, Deutschland) Januar 1988
- Brigitte Bardot (Blue Turtle Records, Deutschland) Januar 1988
- Don't Call Us, We Call You (SPV Records, Deutschland) Mai 1992
- My Way (GUN Records, Deutschland) August 1995
- Where Is My Girl (GUN Records, Deutschland) 1996
- Cyber Polaroid (MBC Records, nur Mail-Order) Oktober 2005 (als The Bollock Brothers feat. Lolita)
- The French Connection feat. Le Hand Of Le Frog (MBC Records) 2010

Kompilationen
- D Wing (UD, japanisches Bootleg) 1981 (als 4" Be 2")
- '77-'78-'79 (Konexion Records, Belgien) Juli 1985
- Bollock Brothers, Bollock Sisters (Konexion Records, Belgien) 1986
- Family Album (Konexion Records, Belgien) November 1986 (als The Lydons and The O'Donnells)
- Mythology (Blue Turtle Records, Deutschland) Februar 1989
- 14 Carat Gold - The Best Of The Bollock Brothers (SPV Records, Deutschland) Mai 1993
- The Best Of The Bollocks (Charly Schallplatten, Deutschland) 1994
- Dancin' Masters (Past & Present) (MBC Records) 1994
- The Sex Pistols Vs. The Bollock Brothers (MBC Records) 1996 (Split-CD mit Sex Pistols)
- What A Load Of Bollocks! (MBC Records) Januar 2000
- 25th Anniversary (MBC Records) August 2001
- Jesus Lives (MBC Records) Oktober 2001
- Twice The Balls (Recall Records) August 2002
- Ladykillers (MBC Records) März 2007

Videos/DVDs
- Home Video (MBC Films) 1986
- Live In Europe (MBC Films) 1987
- Live And Dangerous (MBC Records) 30. März 2012